# Maromokotro
Maromokotro o Maromokotra és la muntanya més alta de Madagascar amb 2.876 msnm. Es troba al massís Tsaratanana, a la Reserva Tsaratanana, a la part septentrional de l'illa.